# Жанто (озеро)
Жанто́ (фр. Lac Gentau) — ледниковое озеро во французском регионе Новая Аквитания, департамент Атлантические Пиренеи. Лежит в долине Осо в Пиренеях на высоте 1947 метров (по другим данным — 1982 метра) над уровнем моря и является крупнейшим из озёр Эус (фр. Lacs d'Ayous, другие два озера — Лак-дю-Мьё, фр. Lac du Miey, и Румассо, фр. Lac Roumassot). Занимает впадину ледникового происхождения, площадь поверхности озера составляет 0,093 км², а глубина достигает 20 метров. К северо-западу от озера находятся перевал и пик Эус (2288 м).
В озере водится кумжа, а в его окрестностях растёт эндемичный для центральных и западных Пиренеев подвид камнеломки жестковолосистой Saxifraga hirsuta hirsuta. Водоём является популярным туристическим объектом, рядом с ним находится горный приют.